# Jacques-Antoine-Baptiste Neerman
Jacques-Antoine-Baptiste Neerman (Duinkerke (Frankrijk), 6 mei 1800 – Grevelingen (Frankrijk), na 1852) was een Belgisch componist, dirigent, hoornist, violist, leraar en arrangeur. Hij was de oudste zoon van de Vlaamse musicus en dansmeester Jean-Baptiste Neerman (Oostakker, 1779 – Duinkerke, 1844) en zijn echtgenote Anne Marie Françoise Blanckeman. Zijn jongere broer Charles-Jean-Baptiste Neerman (1814-1894) was componist, dirigent en fluitist.

## Levensloop
Neerman kreeg zijn eerste lessen in Duinkerke en werd aldaar later muzikant bij het 15e "Régiment léger". Als dirigent was hij van 1836 tot 1843 in Roeselare actief bij de harmonie St. Cecilia. In de tijd van 1829 tot 1843 was hij dirigent van de "Fanfare St. Cecilia" in Tielt, in 1931 werd de naam veranderd in "Stedelijke Fanfare St.-Cecilia". In 1843 verliet Neerman Roeselare en vestigde zich in Grevelingen (Frankrijk), waar hij vanaf 1849 het blaasorkest van de Garde Nationale dirigeerde.
Naast de bewerking van de Ouverture de "Une bonne fortune" van Adolphe Adam voor harmonieorkest schreef hij ook eigen werk voor blaasorkest.

## Composities
- Air varié
- Grande marche

### Kamermuziek
- Fantaisie pour Ophicleïde